# Tapayuna
I Tapayuna  sono un gruppo etnico del Brasile che ha una popolazione stimata in 160 individui (2010).

## Lingua
Parlano la lingua Tapayuna, lingua che appartiene alla famiglia linguistica Jê. La lingua Tapayuna è considerata parte della lingua Suyá da Ethnologue. Tuttavia ci sono prove che questi due linguaggi sono simili ma diversi: molte prove indicano che il Tapayuna è una variante dialettale del Suyá ma gli studi effettuati sulle varianti dialettali dei due linguaggi non sono stati ancora approfonditi del tutto.

## Insediamenti
Vivono nello stato brasiliano di Mato Grosso all'interno del Parco Indigeno dello Xingu, nei pressi del fiume Culuene e nei territori indigeni Wawi e Capoto-Jarina, quest'ultimo abitato dai Mebengôkrê.